# Magyarok Nagyasszonya-templom (Rákospalota)
A rákospalotai Magyarok Nagyasszonya-templom egy római katolikus templom Budapest XV. kerületében, Rákospalotán, a Széchenyi téren.

## Története
A körzetben 1884-ben alakult önálló lelkészség Beller Imre lelkész vezetésével. Mint az egyházközség lelke és motorja, Beller rengeteg önkéntes munkájával, valamint saját vagyonából 1000 osztrák–magyar forinttal támogatta egy templomépítő bizottság létrejöttét, ami 1889-ben állt fel. További munkája eredménye, hogy 1891. augusztus 2-án egy népgyűlésen megszavazták az új templom megépítését. 1893. szeptember 29-én Schuster Konstantin (1817-1899) váci megyés püspök plébániai rangra emelte az egyházközséget, melynek plébánosává Beller Imrét nevezte ki. Beller 1895. februári halála után ezt a posztot Chobot Ferenc vette át.
1896. október 25-én a templomépítő bizottság végül Balassa Ernő építész terveit és költségvetését fogadta el és nyújtotta be a püspökségnek elfogadásra, ami november 11-én meg is történt. Az alapkőletételre még ebben az évben, december 10-én sor is került.
1897. május 26-án építési szerződést kötöttek Kronfusz Mátyás és Sturm Károly építési vállalkozókkal a kőművesmunkákra, Brunovszky Ferenc lakatos mesterrel pedig a lakatos és kovács munkákra. 
A templom és az oltár felszentelésére 1900. június 29-én került sor, amit Jung János (1841-1917) váci segédpüspök, címzetes rosaliai püspök celebrált, de a teljes felépülésre még további kilenc évet kellett várni. A Fő út mentén a templomhoz épült paplakba 1902-ben tudott beköltözni a plébános.
Az épület 1909-re készült el teljesen. A freskókat Linek Lajos, a szobrászmunkákat Frank Kálmán, míg az oltárokat, a szószéket és a gyóntatószékeket Komáromy Lajos készítette el. A roppant részletes és nagyszabású belső festést még ennél is később, 1927-re készült el, amit Ádám Rezső rozsnyói festő fejezett be. A befejezett templomot végül Hanauer Árpád István váci megyés püspök is megáldotta 1928-ban.
A plébánia a második világháborúban komolyan megrongálódott, de helyreállították. 1989-ben a külső és a belső festést is megújították.
A plébánia, az 1993. évi Hungarorum Gens apostoli konstitúció alapján a Váci egyházmegyétől az Esztergom-Budapesti főegyházmegye fennhatósága alá került át. 1996-ban a templom kriptájában urnatemetőt alakítottak ki.
1927 óta a Rákospalotai Magyarok Nagyasszonya főplébánia-templomhoz tartozik a mai Kossuth utca mentén található, már az Árpád-kor óta létező, azóta többször is teljesen átépített Szentháromság-templom is.

## Galéria

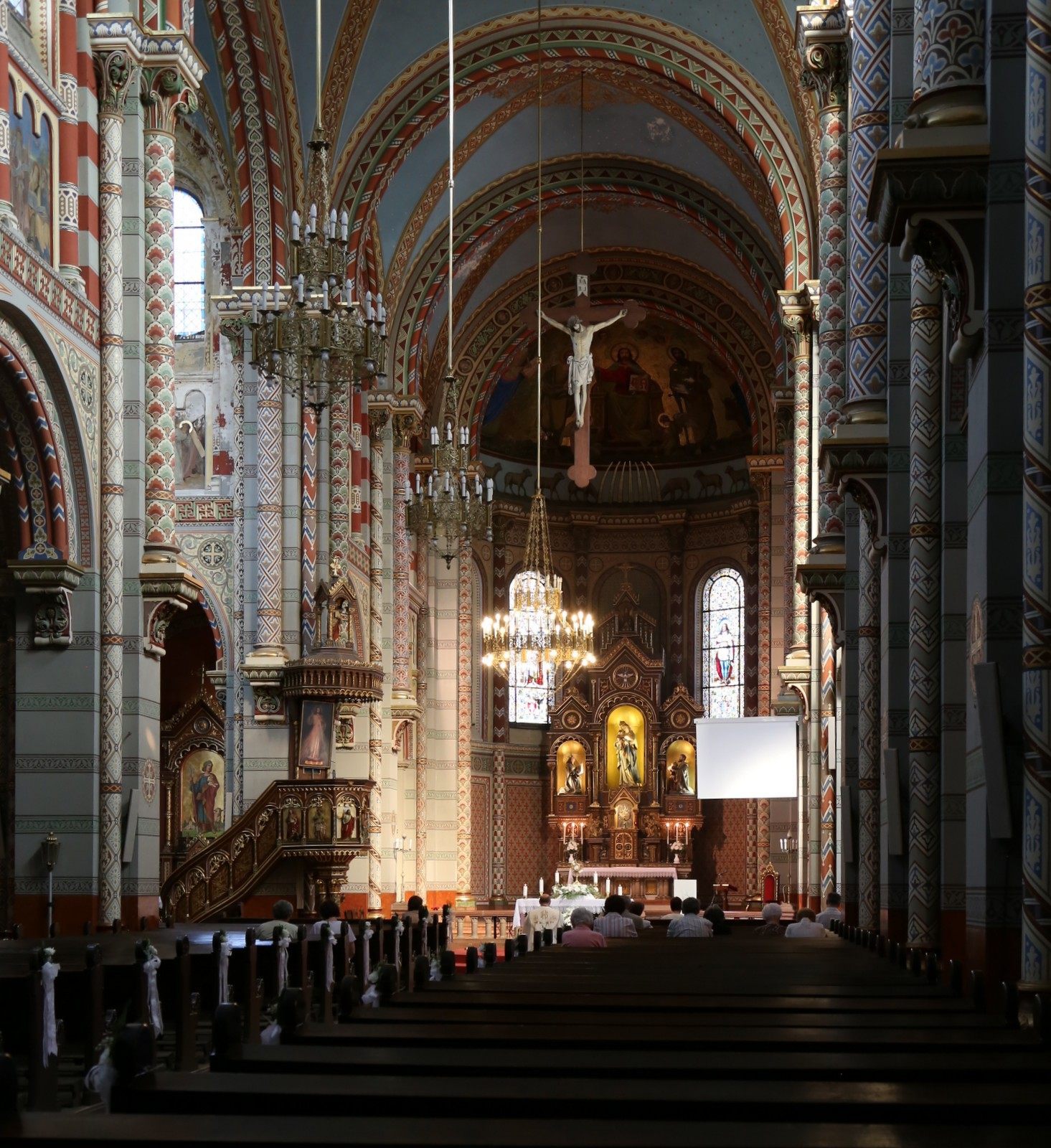
Főhajó
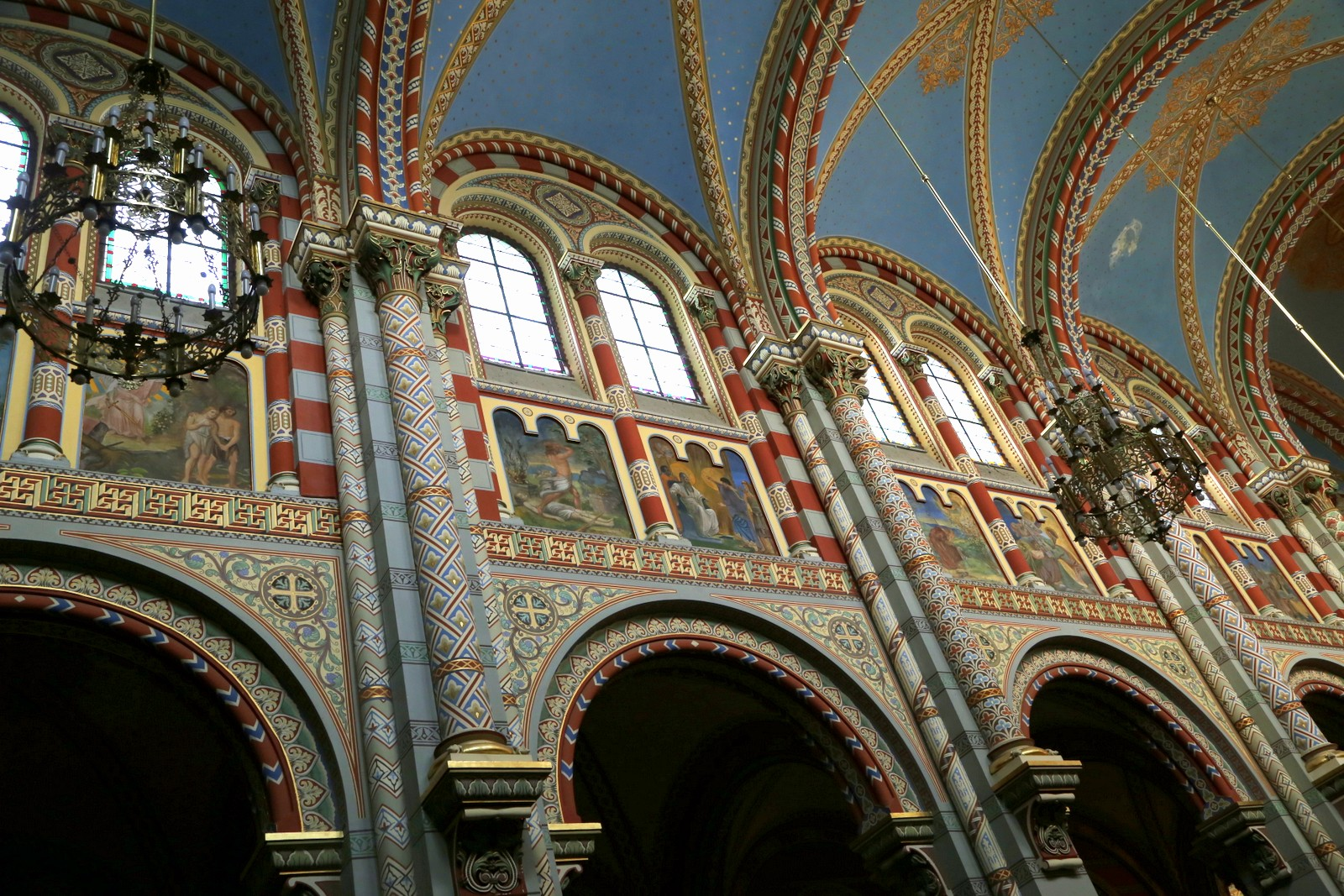
A főhajó részlete
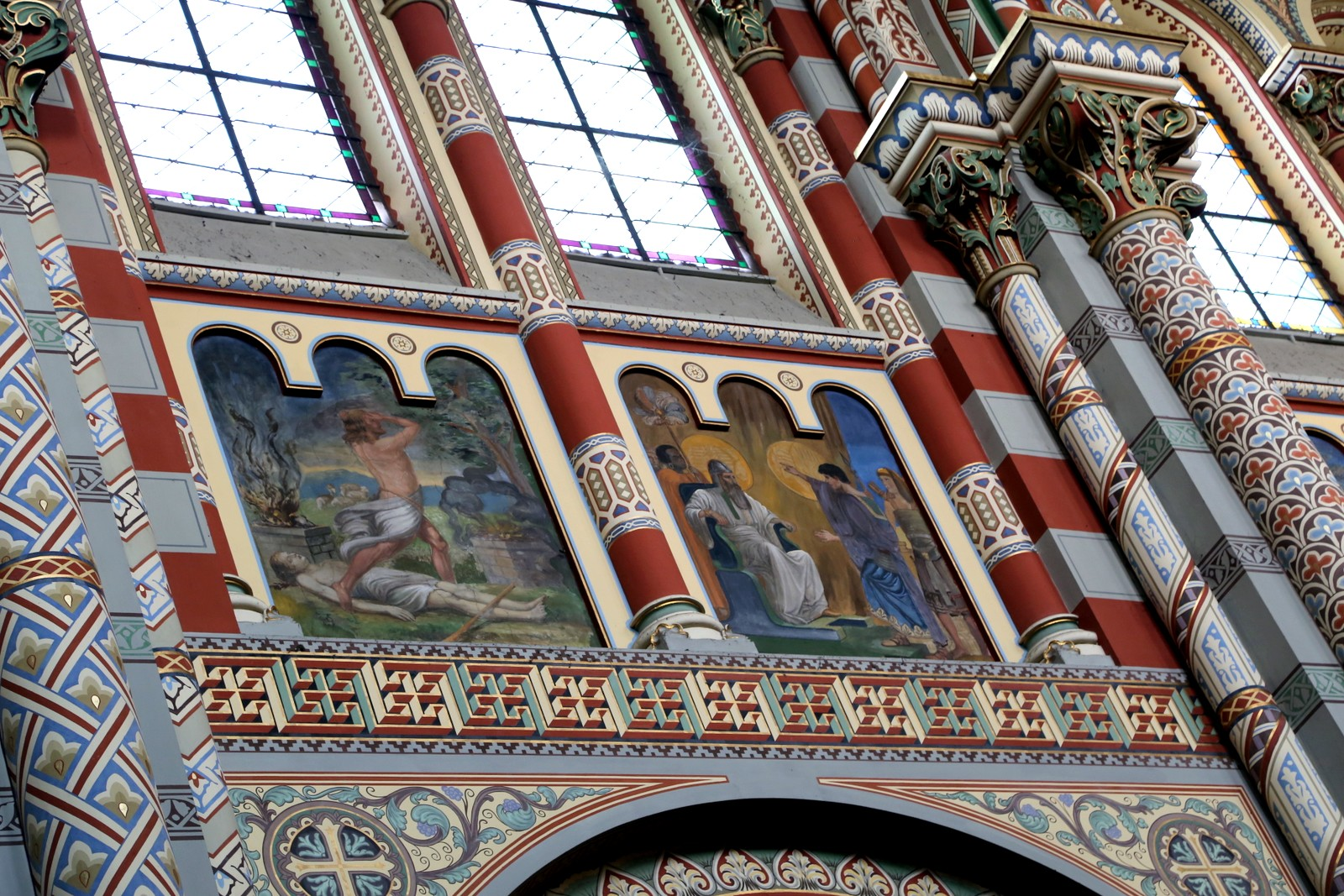
A főhajó részlete
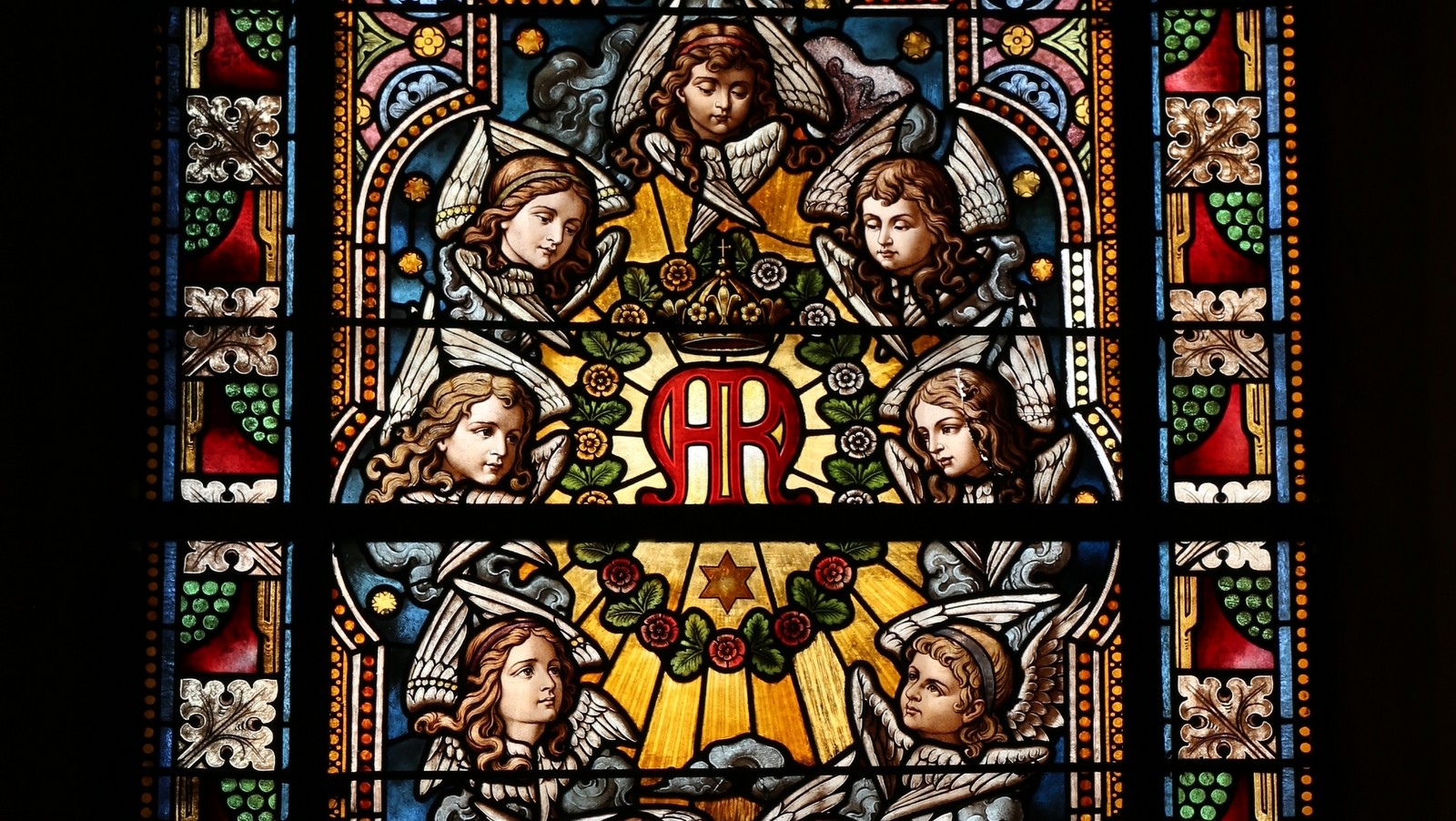
Üvegablak
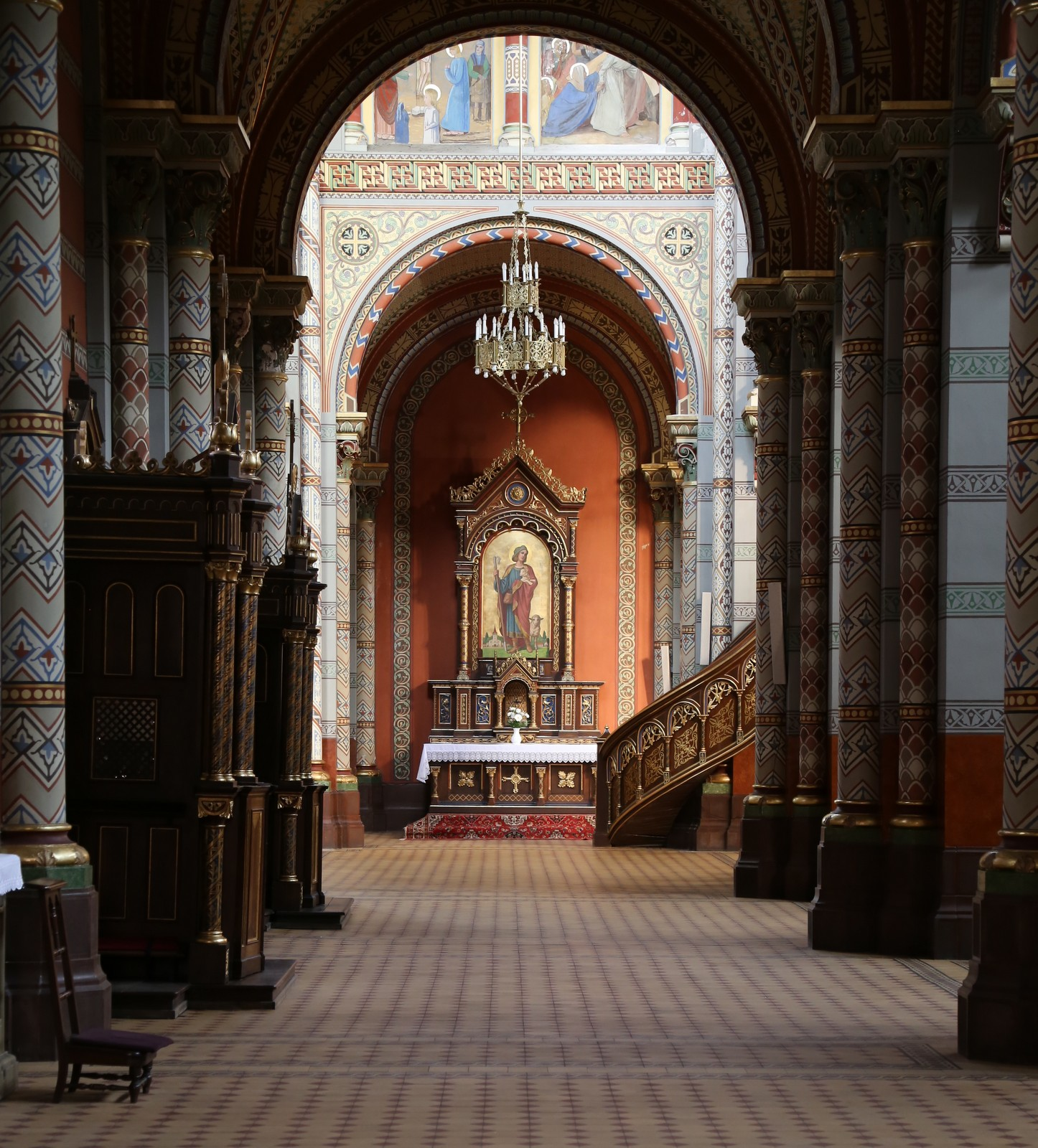
A templom oldalhajója